# Kurukavak
Kurukavak (kurmandschi: Hemdûna) ist ein jesidisches Dorf im Südosten der Türkei. Das Dorf liegt ca. 26 km südöstlich von Beşiri im gleichnamigen Landkreis Beşiri in der Provinz Batman. Der Ort befindet sich in Südostanatolien.

## Geschichte und Bevölkerung
Der ursprüngliche Name des Dorfes lautet Hemdûna (auch Hamduna). Durch die Türkisierung geographischer Namen in der Türkei wurden die Dörfer umbenannt. Kurukavak (Hemdûna) ist heute meist ein verlassenes Dorf. Das Dorf hatte ausschließlich jesidische Bevölkerung.
Laut dem Jahrbuch der Provinz Siirt von 1973 lebten 508 Menschen in dem Dorf. Im Jahr 2000 lebten noch 10 Jesiden im Dorf.